# アンドリュー・アルバース
アンドリュー・ウィリアム・アルバース（Andrew William Albers, 1985年10月6日 - ）は、カナダのサスカチュワン州ノースバトルフォード出身のプロ野球選手（投手）。左投右打。

## 経歴

### プロ入り前
2004年のMLBドラフト12巡目（全体346位）でミルウォーキー・ブルワーズから指名されたが契約せず、ケンタッキー大学へ進学した。ケンタッキー大学では同じカナダ出身のジェームズ・パクストンとチームメイトだった。

### プロ入りとパドレス傘下時代
2008年のMLBドラフト10巡目（全体315位）でサンディエゴ・パドレスから指名され、プロ入り。
2009年はトミー・ジョン手術で全休する。その後、自由契約となった。

### キャピタルズ時代
2010年は、独立リーグのケベック・キャピタルズでプレーした。

### ツインズ時代
2011年にミネソタ・ツインズとマイナー契約を結んだ。9月16日に第39回IBAFワールドカップとグアダラハラパンアメリカン競技大会の野球カナダ代表に選出された。
2012年9月11日に第3回ワールド・ベースボール・クラシック(WBC)予選のカナダ代表に選出された。
2013年1月17日に第3回WBC本戦のカナダ代表に選出された。シーズンでは8月3日にメジャー初昇格を果たす。6日に先発投手としてカンザスシティ・ロイヤルズ戦でメジャーデビュー。8回1/3を被安打4、四球1、奪三振2で勝ち投手となった。2試合目となる12日のクリーブランド・インディアンス戦では、被安打2、無四球、奪三振2の内容で自身初完投・初完封勝利を記録した。
2014年1月30日にFAとなった。

### ハンファ時代
2014年1月29日にKBOのハンファ・イーグルスと契約を結んだ。オフの11月25日にハンファを退団。

### ブルージェイズ時代
2014年12月19日にトロント・ブルージェイズとマイナー契約を結んだ。
2015年は開幕を傘下のAAA級バッファロー・バイソンズで迎えた。5月1日にメジャー昇格。同日のインディアンス戦で2年ぶりにメジャーで登板した。6月10日に40人枠から外れバッファローに異動した。6月17日にトロントパンアメリカン競技大会の男子野球カナダ代表に選出された。チームは2大会連続2度目の優勝を果たし、金メダルを獲得した。オフの10月20日に第1回WBSCプレミア12のカナダ代表に選出された。11月6日に自由契約となった。オフはベネズエラのウィンターリーグであるリーガ・ベネソラーナ・デ・ベイスボル・プロフェシオナルのブラボス・デ・マルガリータでプレーした。

### バーンストーマーズ時代
2016年3月3日に独立リーグであるアトランティックリーグのランカスター・バーンストーマーズと契約した。

### ツインズ復帰
2016年4月29日に古巣ツインズとマイナー契約を結び、傘下のAAA級ロチェスター・レッドウイングスへ配属された。8月11日にメジャー契約を結んでアクティブ・ロースター入りした。ツインズではリリーフで4試合、先発で2試合に登板した。防御率5.82、WHIP1.94という成績を記録した。マイナー（AAA級ロチェスター）では21試合に先発登板して10勝6敗防御率3.69と好投を見せた。10月17日にマイナー契約となり、翌18日にFAとなった。

### ブレーブス傘下時代
2016年12月26日にアトランタ・ブレーブスとマイナー契約を結んだ。2017年1月14日に傘下のAAA級グウィネット・ブレーブスへ配属された。開幕前の2月8日に第4回WBCのカナダ代表に選出された。

### マリナーズ時代
2017年8月12日にパクストンなどの左投げ先発投手が不足していたチーム事情からシアトル・マリナーズへ移籍し、傘下のAAA級タコマ・レイニアーズへ配属されたが、8月15日のボルチモア・オリオールズ戦で先発登板する予定のため登板はしなかった。予定通り15日にメジャー契約を結び、アクティブ・ロースター入りし、オリオールズ戦で先発登板し、5回1失点の内容で2013年以来4年ぶりの勝利投手となった。9月25日のアスレチックス戦ではキャリア初セーブを記録した。12月18日に自由契約となった。

### オリックス時代
2017年12月21日にNPBのオリックス・バファローズがアルバースの獲得を発表した。獲得当初の契約期間は1年で、背番号は27。
2018年には、一軍公式戦の開幕から先発ローテーションに定着。初めて登板した4月4日の千葉ロッテマリーンズ戦（京セラドーム大阪）で初勝利を記録してから、6月末までにチームトップの9勝を挙げた。さらに、オールスターゲームにも、パシフィック・リーグの監督推薦選手として出場。7月14日にリブワーク藤崎台球場で催された第2戦に3回裏から2番手投手として初登板を果たすと、2イニングを無失点で凌いで白星を挙げるとともに、この試合の敢闘選手に選ばれた。このように安定した成績を残していることから、レギュラーシーズン後半の8月10日には、翌2019年からの2年契約でチームに残留することが球団から発表された。その直後に腰痛を発症したため、8月18日に出場選手登録を抹消されてからは、実戦への復帰を果たせないままシーズンを終了。来日1年目での一軍公式戦2桁勝利も逸したが、シーズン通算では、19試合の登板で9勝2敗、防御率3.08という好成績を残した。
2019年には、一軍公式戦の開幕から5月中旬まで先発ローテーションに入っていたが、1勝2敗と振るわず5月13日に出場選手登録を抹消。さらに、前年に発症した腰痛が抹消後に悪化したため、6月にはアメリカの病院で腰の検査を受けた。その結果、腰椎の椎間板ヘルニアと診断されたが、手術を回避したうえで患部のリハビリに専念。8月16日の対千葉ロッテマリーンズ戦（京セラドーム）でおよそ3ヶ月振りに一軍へ復帰すると、7回無失点の好投でシーズン2勝目を挙げた。結局、一軍公式戦13試合に登板しただけで、2年契約の1年目を終了。2勝6敗、防御率5.83と前年の成績を大きく下回ったため、カナダへ帰国後の11月に腰椎の手術を受けた。
2020年には、一軍公式戦16試合に登板した。前年に続いて4勝8敗と負け越したものの、シーズンを通じて先発ローテーションを守ったほか、防御率を3.94にとどめた。この年で2年契約を満了したが、契約の延長までには至らず、12月2日付で自由契約選手として公示された。

### 2度目のツインズ復帰
2021年2月8日にツインズとマイナー契約を結んだ。5月のマイナーリーグ開幕からAAA級セントポール・セインツでプレーし、8月19日にメジャー契約を結んでアクティブ・ロースター入りした。レギュラーシーズン終了後の10月7日にマイナー契約でAAA級セントポールへ配属され、14日にFAとなった。

### ツインズ退団後
2023年2月9日に第5回WBCのカナダ代表に選出され、3大会連続3度目の選出を果たした。6月6日にサンティアゴパンアメリカン競技大会予選の野球カナダ代表に選出された。

## 投球スタイル
投球フォームはオーバースローで、フォーシームの最高球速は2016年に計測された91.6 mph（約147.3km/h）。チェンジアップとカーブのストライク率が約30%程度と低く、投球全体でも50%程度となっている。しかし、前出の変化球2種はボール球を振らせる傾向にあり、制球難というわけではない。現に、通算与四球率は1.86と非常に良い。2017年はそれまであまり投げていなかったフォーシームを多投する投球スタイルにシフトした。
投球データがサイトによって異なるため、以下に掲載。（数字は2017年シーズンのもの）
| 球種           | Brooksbaseball.net | Brooksbaseball.net  | Brooksbaseball.net | Brooksbaseball.net | The Baseball Cube | The Baseball Cube   |
| 球種           | 割合 (%)           | 平均球速 mph (km/h) | 水平変化 in (cm)   | 垂直変化 in (cm)   | 割合 (%)          | 平均球速 mph (km/h) |
| -------------- | ------------------ | ------------------- | ------------------ | ------------------ | ----------------- | ------------------- |
| フォーシーム   | 36.6               | 88.4 (142.2)        | 6.8 (17.3)         | 10.2 (25.9)        | 23.5              | 88.4 (142.2)        |
| シンカー       | 28.5               | 87.6 (140.9)        | 9.8 (24.9)         | 8.2 (20.8)         | 41.2              | 87.6 (140.9)        |
| スライダー     | 18.6               | 78.4 (126.1)        | -0.2 (-0.5)        | 0.2 (0.5)          | 19.4              | 78.4 (126.1)        |
| チェンジアップ | 8.4                | 79.3 (127.6)        | 7.8 (19.8)         | 4.0 (10.1)         | 7.8               | 79.1 (127.2)        |
| スローカーブ   | 7.8                | 69.3 (111.5)        | -4.2 (-10.7)       | -4.8 (-12.2)       | 8.1               | 69.3 (111.5)        |

オリックス在籍中の2019年に腰椎の手術を受けた際には、投球フォームの動作を主治医と共に解析した結果、腰への負担がかかりにくいフォームに改造している。

## 人物
愛称は「ドゥリュー」、「アンディ」。
プロ野球選手として生活できなくなる事態に備えて、ケンタッキー大学への在学中に教員免許を取得した。ツインズに在籍していた2011年頃から、オリックスの春季キャンプへ参加する直前まで、プロ野球のオフシーズンには、自ら卒業した中学校の臨時教員としてフランス語と数学を指導していた。「生まれ育った故郷（サスカチュワン州）への恩返し」とのことで、教師を続けるうちに教師の仕事が好きになったため、プロ野球選手としての収入が安定してからも8年生（日本の中学2年生に該当）のクラスを受け持っていた。こうした逸話が日本でも報じられたことに加えて、来日1年目の2018年前半戦にオリックスの先発陣を牽引する活躍を見せたため、ファンから「アルバース先生」の愛称で呼ばれるようになった。もっとも、腰痛の発症によって後半戦を棒に振ったため、2018年度のオフシーズンには教壇へ立たず、腰のリハビリやトレーニングを優先した。

## 詳細情報

### 年度別投手成績
| 年 度    | 球 団      | 登 板 | 先 発 | 完 投 | 完 封 | 無 四 球 | 勝 利 | 敗 戦 | セ 丨 ブ | ホ 丨 ル ド | 勝 率 | 打 者 | 投 球 回 | 被 安 打 | 被 本 塁 打 | 与 四 球 | 敬 遠 | 与 死 球 | 奪 三 振 | 暴 投 | ボ 丨 ク | 失 点 | 自 責 点 | 防 御 率 | W H I P |
| -------- | ---------- | ----- | ----- | ----- | ----- | -------- | ----- | ----- | -------- | ----------- | ----- | ----- | -------- | -------- | ----------- | -------- | ----- | -------- | -------- | ----- | -------- | ----- | -------- | -------- | ------- |
| 2013     | MIN        | 10    | 10    | 1     | 1     | 1        | 2     | 5     | 0        | 0           | .286  | 249   | 60.0     | 64       | 6           | 7        | 0     | 2        | 25       | 0     | 1        | 34    | 27       | 4.05     | 1.18    |
| 2014     | ハンファ   | 28    | 28    | 1     | 1     | 0        | 6     | 13    | 0        | 0           | .316  | 673   | 151.1    | 200      | 18          | 40       | 0     | 4        | 107      | 9     | 0        | 108   | 99       | 5.89     | 1.59    |
| 2015     | TOR        | 1     | 0     | 0     | 0     | 0        | 0     | 0     | 0        | 0           | ----  | 11    | 2.2      | 1        | 1           | 2        | 0     | 0        | 1        | 0     | 0        | 1     | 1        | 3.38     | 1.13    |
| 2016     | MIN        | 6     | 2     | 0     | 0     | 0        | 0     | 0     | 0        | 0           | ----  | 85    | 17.0     | 27       | 5           | 6        | 0     | 0        | 16       | 1     | 0        | 16    | 11       | 5.82     | 1.94    |
| 2017     | SEA        | 9     | 6     | 0     | 0     | 0        | 5     | 1     | 1        | 0           | .833  | 178   | 41.0     | 43       | 6           | 10       | 0     | 2        | 37       | 1     | 0        | 22    | 16       | 3.51     | 1.29    |
| 2018     | オリックス | 19    | 19    | 0     | 0     | 0        | 9     | 2     | 0        | 0           | .818  | 455   | 114.0    | 105      | 10          | 21       | 0     | 2        | 83       | 0     | 1        | 40    | 39       | 3.08     | 1.11    |
| 2019     | オリックス | 13    | 13    | 0     | 0     | 0        | 2     | 6     | 0        | 0           | .250  | 278   | 63.1     | 84       | 12          | 10       | 0     | 2        | 45       | 1     | 0        | 44    | 41       | 5.83     | 1.48    |
| 2020     | オリックス | 16    | 16    | 0     | 0     | 0        | 4     | 8     | 0        | 0           | .333  | 376   | 89.0     | 93       | 12          | 22       | 0     | 3        | 66       | 0     | 0        | 42    | 39       | 3.94     | 1.29    |
| 2021     | MIN        | 5     | 3     | 0     | 0     | 0        | 1     | 2     | 0        | 0           | .333  | 89    | 19.0     | 24       | 9           | 9        | 0     | 1        | 12       | 0     | 1        | 16    | 16       | 7.58     | 1.74    |
| MLB：5年 | MLB：5年   | 31    | 21    | 1     | 1     | 1        | 8     | 8     | 1        | 0           | .500  | 612   | 139.2    | 159      | 27          | 34       | 1     | 5        | 91       | 2     | 2        | 89    | 71       | 4.58     | 1.38    |
| KBO：1年 | KBO：1年   | 28    | 28    | 1     | 1     | 0        | 6     | 13    | 0        | 0           | .316  | 673   | 151.1    | 200      | 18          | 40       | 0     | 4        | 107      | 9     | 0        | 108   | 99       | 5.89     | 1.59    |
| NPB：3年 | NPB：3年   | 48    | 48    | 0     | 0     | 0        | 15    | 16    | 0        | 0           | .484  | 1109  | 266.1    | 282      | 34          | 53       | 0     | 7        | 194      | 1     | 1        | 126   | 119      | 4.02     | 1.26    |

- 2021年度シーズン終了時
- 2020年度シーズンは新型コロナウイルスの影響で120試合制

### WBCでの投手成績
| 年 度 | 代 表  | 登 板 | 先 発 | 勝 利 | 敗 戦 | セ ｜ ブ | 打 者 | 投 球 回 | 被 安 打 | 被 本 塁 打 | 与 四 球 | 敬 遠 | 与 死 球 | 奪 三 振 | 暴 投 | ボ ｜ ク | 失 点 | 自 責 点 | 防 御 率 |
| ----- | ------ | ----- | ----- | ----- | ----- | -------- | ----- | -------- | -------- | ----------- | -------- | ----- | -------- | -------- | ----- | -------- | ----- | -------- | -------- |
| 2013  | カナダ | 1     | 0     | 0     | 0     | 0        | 14    | 3.0      | 6        | 0           | 0        | 0     | 0        | 3        | 0     | 0        | 2     | 2        | 6.00     |
| 2017  | カナダ | 2     | 0     | 0     | 0     | 0        | 18    | 3.2      | 6        | 1           | 1        | 1     | 0        | 2        | 0     | 0        | 4     | 4        | 9.82     |
| 2023  | カナダ | 1     | 0     | 0     | 0     | 0        | 7     | 1.2      | 1        | 0           | 1        | 0     | 0        | 2        | 0     | 0        | 2     | 2        | 10.80    |

- 太字は大会最高

### WBSCプレミア12での投手成績
| 年 度 | 代 表  | 登 板 | 先 発 | 勝 利 | 敗 戦 | セ ｜ ブ | 打 者 | 投 球 回 | 被 安 打 | 被 本 塁 打 | 与 四 球 | 敬 遠 | 与 死 球 | 奪 三 振 | 暴 投 | ボ ｜ ク | 失 点 | 自 責 点 | 防 御 率 |
| ----- | ------ | ----- | ----- | ----- | ----- | -------- | ----- | -------- | -------- | ----------- | -------- | ----- | -------- | -------- | ----- | -------- | ----- | -------- | -------- |
| 2015  | カナダ | 3     | 0     | 0     | 0     | 0        | 15    | 4.1      | 2        | 0           | 0        | 0     | 0        | 4        | 0     | 0        | 2     | 2        | 4.15     |

### 表彰
NPB
- オールスターゲーム敢闘選手賞：1回 （2018年第2戦）

### 記録
MLB
- 初登板・初先発・初勝利：2013年8月6日、対カンザスシティ・ロイヤルズ戦、8回1/3を無失点
- 初完投・初完封勝利：2013年8月12日、対クリーブランド・インディアンス戦

KBO
- 初登板：2014年4月2日、対サムスン・ライオンズ戦

NPB
- 初登板・初先発・初勝利：2018年4月4日、対千葉ロッテマリーンズ2回戦（京セラドーム大阪）、6回1失点8奪三振
- 初奪三振：同上、1回表に井上晴哉から見逃し三振

NPBその他の記録
- オールスターゲーム出場：1回 （2018年）

### 背番号
- 63 （2013年、2017年）
- 37 （2014年）
- 67 （2015年）
- 58 （2016年）
- 27 （2018年 - 2020年）
- 77 （2021年）

### 代表歴
- 2011 IBAFワールドカップ カナダ代表
- 2011年パンアメリカン競技大会野球カナダ代表
- 2013 ワールド・ベースボール・クラシック・カナダ代表
- 2015年パンアメリカン競技大会男子野球カナダ代表
- 2015 WBSCプレミア12 カナダ代表
- 2017 ワールド・ベースボール・クラシック・カナダ代表
- 2023 ワールド・ベースボール・クラシック・カナダ代表
- 2023年パンアメリカン競技大会予選野球カナダ代表